# Metal oriental
Le metal oriental est un sous-genre du folk metal mélangeant heavy metal et éléments de musique orientale traditionnelle. La musique se développe en Israël à la première moitié des années 1990 avec des groupes comme Orphaned Land, Melechesh et Salem, considérés par la presse spécialisée comme pionniers du genre. Des groupes d'autres pays comme Myrath en Tunisie ou Shokran en Russie se développent par la suite.

## Histoire
Mark LeVine, professeur d'histoire à l'Université de Californie et auteur de l'ouvrage Heavy Metal Islam: Rock, Resistance, and the Struggle for the Soul of Islam, cite le groupe israélien Orphaned Land comme fondateurs du genre metal oriental, « dans lequel ils sont l'un des premiers groupes du pays à mélanger musique orientale et sonorités arabes avec du metal ». Fondé en 1991, le groupe fait paraître sa première démo, The Beloved's Cry, en 1993, « qui attire immédiatement l'attention des médias. » et se popularise rapidement grâce à son style musical peu commun. Les membres du groupe étaient encore adolescents à la parution de leur album Sahara en 1994. La musique d'Orphaned Land « est fortement influencé des styles musicaux du Moyen-Orient » mélangé à des éléments de musique folk arabe. Les membres sont également considérés comme un groupe au son unique au monde. De par leurs origines israéliennes, Orphaned Land attire l'attention de fans originaires de pays musulmans comme l'Arabie saoudite.
L'année 1993 voit la formation de Melechesh à Jérusalem, « sans doute le premier groupe anti-chrétien à faire surface dans la ville sainte. » Melechesh se lance comme un groupe de black metal pur et dur accompagné de quelques tendances folk metal dans leur EP, The Siege of Lachish. Leurs albums suivants témoignent de leur volonté d'allier black, death et thrash metal avec « de superbes riffs impressionnants, des mélodies du Moyen-Orient, et des échanges vocaux qui varient du throaty midrange screech au chant. » Un autre groupe d'oriental metal, Distorted, est formé par la suite en 1996, comme notamment le premier groupe israélien dirigé par une chanteuse.
Avant Orphaned Land et Melechesh, Salem est formé en 1985 et fait paraître son premier album Creating Our Sins en 1992. Ils se lancent comme groupe de black et death metal avant de se tourner vers le doom metal avec leur album Kaddish, sorti en 1994. L'album présente une version en hébreu de la chanson yiddish S'Brent (Haayara Boeret) originellement écrite par le poète Mordechai Gebirtig. Le groupe continue à mélanger des éléments folk à leur musique. Cela implique l'usage de musique traditionnelle dans les morceaux de guitare, et l'usage d'instruments inhabituels comme la darbuka.

## Développement
Au milieu des années 1990, d'autres groupes israéliens poursuivent la direction du metal oriental. Expliquant le penchant pour le metal oriental de son groupe, l'ancienne chanteuse du groupe Distorted, Miri Milman, note qu'« Israël est connu pour sa culture et il est difficile d'ignorer ses origines. » Formé en 1996 dans la ville de Bat-Yam, Distorted est le premier groupe dirigé par une femme à émerger dans le pays. Leur premier album, Memorial est commercialisé en 2006, et leur second album, Voices from Within l'est également deux ans plus tard. La musique du groupe est décrite dans les genres progressif, doom, alternatif, gothique et death metal,, mais le groupe se définit lui-même dans le genre metal death/doom oriental.

## Caractéristiques
D'une manière similaire au folk metal, les groupes de metal oriental adoptent différent styles de heavy metal. Melechesh et Arallu jouent dans un style qu'ils décrivent de « black metal mésopotamien », un mélange de black metal mélangé à de la musique folk mésopotamienne,. Du doom metal peut également être entendu dans des groupes comme Salem et Distorted,. Orphaned Land joue un mélange de metal progressif et de doom metal.